# Vrhe (Celje, Slovenija)
Vrhe je naselje u slovenskoj Općini Celju. Vrhe se nalazi u pokrajini Štajerskoj i statističkoj regiji Savinjskoj. 

## Stanovništvo
Prema popisu stanovništva iz 2002. godine naselje je imalo 227 stanovnika.